# Ring belge R16
Pour les articles homonymes, voir R16.
Le ring belge R16 est le ring de Lierre.
Le R16 n'est pas une autoroute mais elle a 2x2 bandes avec un terre-plein central. La circulation est gérée par des feux tricolores. Le ring n'est pas une ceinture complète autour de la ville: au nord, il est cassé entre la N13 et la N14.